# Jeanine Schevernels
Jeanine Schevernels (Deurne, 10 augustus 1941) is een Belgische actrice.
Van bij het begin van de Belgische televisie acteerde ze in tientallen televisiefilms. Ze speelde ook mee in meerdere jeugd- en televisieseries waaronder rollen in Kapitein Zeppos, Wij, Heren van Zichem, Keromar, De Kat, De Paradijsvogels, Het Pleintje, Postbus X, Villa des Roses en Alfa Papa Tango.
Jeanine Schevernels acteerde ook in een aantal bioscoopfilms waaronder Mijn vriend en Boerenpsalm. Ze sprak voor de film Daens verschillende rollen in het Frans in.
In het theater was ze geruime tijd aan het theatergezelschap van de KVS te Brussel verbonden.
Ook als kind en jong meisje speelde ze 8 jaar mee bij het KNS gezelschap in Antwerpen. Later - als beroepsactrice - als gast bij het gezelschap Yvonne Lex.
Ze was ook te horen in meerdere hoorspelen: De vertraagde film (Herman Teirlinck - Frans Roggen, 1967), Een geluk dat we geld hebben (Kirsti Hakkarainen - Jos Joos, 1969), Standbeelden in de regen (Gerry Jones - Frans Roggen, 1970), Kaïn die van nergens kwam (Charles Pascarel - Jos Joos, 1970), Tobias of het einde van de angst (Marie Luise Kaschnitz - Walter Eysselinck, 1970), Manipulatie (Rolf Schneider - Herman Niels, 1972) en Verloop van een ziekte (Klas Ewert Everwyn - Herman Niels, 1978). Ze sprak de rol van Marieke in de film Pallieter van Roland Verhavert in het Nederlands.
Ze was de stem van Calimero in de Vlaamse versie van de tekenfilmserie.
Jeanine Schevernels is de zus van acteur Bruno Schevernels.

## Filmografie

### Jeugdfeuilletons
- 1960 - Het geheim van Killary Harbour - Rechtstreekse uitzending
- 1968 - Kapitein Zeppos - Tweng
- 1970 - Keromar
- 1972 - De Kat
- 1983 - Merlina - De klopgeest: Non (1984), Tand Om Tand: Schoonmaakster (1986)
- 1988 - Postbus X
- 1994 -  Interflix - Winkeldieven: Patsy Pepermans

### Tv-reeksen
- 1966 - Jeroom en Benzamien
- 1969 - Wij, Heren van Zichem
- 1979 - De Paradijsvogels
- 1980 - De Kolderbrigade
- 1985 - Hard Labeur
- 1986 - Het Pleintje
- 1988 - Villa des Roses
- 1989 - Alfa Papa Tango
- Caravans
- Rubensfeuilleton

### Tv-drama
- Maria Lecina - Weremeus Buning - regie M. Liebrecht
- 1969 Interieur - Maurice Maeterlinck -regie R. Verhavert
- 1961 - De Koopman van Venetië
- 1962 - Er wordt gedanst vannacht
- 1963 - In de herberg De Roos en De Kroon
- 1964 - Henk in Wonderland
- 1965 - De Lente van Jonathan
- 1966 - De Midvoor
- 1967 - Heeft geleden onder Pontius Pilatus
- 1967 - Het Verhoor
- 1968 - Mariken van Niemeghem
- 1970 - Een geschiedenis uit Irkoetsk
- 1971 - Bravo, Billy baron
- 1971 - Rebel in Soutane
- 1973 - Appels voor Eva
- 1973 - Moeder Hanna
- 1973 - De Wiskunstenaars
- 1975 - Het spel van de vijf vroede en van de vijf dwaze maagden
- 1976 - De Danstent
- 1976 - In de herberg Het Misverstand
- 1976 - In natura
- 1977 - Wierook en Tranen
- 1978 - Er was eens in december
- 1979 - Tabula Rasa
- 1979 - De verrijzenis van Ons Heer
- 1981 - De Piramide
- 1981 - De Koffer van Pamela
- 1982 - Ekster
- 1982 - Het nieuwe tehuis
- 1982 - De man van twaalf miljoen
- 1983 - Geschiedenis mijner jeugd
- 1984 - De burgemeester van Veurne
- 1985 - Hard Labeur
- 1989 - Het Landhuis
- 1990 - Maman
- 1991 - Moordterras

### Rechtstreekse uitzendingen
In de pioniersjaren ven de BRT werd alles rechtstreeks uitgezonden vanuit de studio:
- 1955 - Mama denkt aan alles
- 1955 - Reinaert de Vos
- 1957 - Het huis van Bernarda Alba
- 1961 - De wilde eend
- 1961 - De toonladder
- 1961 - Zo is vader
- 1962 - En waar de Ster bleef stille staan
- 1962 - Vijgen na Pasen
- 1962 - Carnaval Marmelade

- 1962 - Gelukkige dagen

- 1962 - Jefta

### Speelfilms
Jeannine Schevernels speelde ook in een aantal speelfilms:
- 1952 - Schipperskwartier
- 1953 - De moedige bruidegom
- 1954 - 't Is wreed in de wereld
- 1954 - De schat van Oostende (postsynchronisatie in het Nederlands)
- 1959 - De duivel te slim
- 1976 - Pallieter (postsynchronisatie in het Nederlands van Marieke)
- 1989 - Boerenpsalm
- 1993 - Daens (postsynchronisatie in het Frans)

Andere TV en Radio producties
Opera's
- 1962 Het Liefdeselexir - Donizetti
- 1965 De Theaterdirecteur - Mozart
- 1961 Zij spelen ... Opera - Lortzing -Dr. Herbert Junkers
- 1960 Bietje
- 1960 De Madonna met rozen
- 1970 Harry Janos Suite - Zoltan Kodaly

Musical
- 1966 Stop de wereld

Schooltelevisie
- De abele Spelen
- Lanseloet van Denemarken in regie van D. De Gruyter
- Voorlopig Vonnis - J. Van Hoeck
- De familie Borremans (driedelige reeks)

Stem buiten beeld
- Echo (samen met J. Baudewijn)
- Calimero (alle reeksen)
- Professor Balthazar
- Beertje Colargol
- vele filmproducties

500-tal Hoorspelen en monologen als lid van het Dramatisch gezelschap van de VRT
- Schoolradio reeksen en éénmalige producties
- Opnames voor de AVRO (Nederland-Hilversum) samen met de Nederlandse hoorspeelkern

Theater
Koninklijke Vlaamse Schouwburg (KVS) - beroepsactrice
- Medea - Euripides
- Laatste Studiejaar - J. Sauvageon
- De Koopman van Venetië - W. Shakespeare
- Monpti - G. von Vaszary
- Bobosse - A. Roussin
- Liefje en het Beest - N. Stuart Gray
- Reinaert De Vos - P. De Mont
- Ik ben getrouwd - G. Zorzi
- Mary Stuart - F. Schiller
- Oscar - C. Magnier
- The Boy Friend - musical
- Gelukkige dagen - C.A. Puget
- Moordromance - I. Stuart Black
- De Spaanse Hoer - H. Claus
- De bedsite Story - A. Ayckbourn
- Schimmenspel - Pulitzer prijs
- Zo'n lieve Schatjes - J. Anouilhe
- Trap op Trap af - A. Ayckbourn
- Familiezaken - A. Ayckbourn

Koninklijke Nederlandse Schouwburg (KNS) - als kind en jong meisje
- Paradijsvogels - J. Martens
- Midzomernachtsdroom - W. Shakespeare
- Mama denkt aan alles - J. Van Druten
- Gewijde handen - Graham Greene
- Intermezzo - Jean Giraudoux
- Mijn hart is op het hoogland - W. Saroyan
- Blauwbaard - M. Maeterlinck
- De Bloedbruiloft - F. Garcia Lorca
- Hare Majesteit de Vrouw - Johan Fabricius
- Het Spinneweb - Agatha Christie
- Het Tuinschuurtje - Graham Green

Cercle Artistique (huidige Arenberg)
- Gala Karsenty
- Occupe-toi d'Amélie - G. Feydeau. Met Madeleine Renaud en Jean-Louis Barrault

Gezelschap Ivonne Lex
- Drie eenakters - L. Pirandello
- Appels voor Eva - A.Tsjekov
- Frau L. - H-G Michelsen

Beursschouwburg (artistiek leider Dries Wieme)
- Rust à la Russe - V. Katajev
- Voorlopig Vonnis - J. Van Hoeck

Samenwerking met de Filharmonie Antwerpen
- einde jaren 50: Peter en de Wolf

Samenwerking met het omroeporkest o.l.v. Frédéric Devreese
- Betje Trompet - Louis de Meester en Betje Trompet en de Reus van Louis de Meester - Fernand Derby

Opname fonoplaten bij Deutsche Grammophon Gesellschaft en Polydor
- Peter en de Wolf- S. Prokofiev
- Bach , Mozart, Beethoven aan de jeugd verteld

Poëzieplaten met Jo de Meyere en Gerard Vermeersch: Liefdeslyriek in de Nederlanden - delen I en II
1962-1967 Poëzie in 625 lijnen voor televisie in een regie van Charles De Keukeleire
- MusicBrainz: 12028b0c-577a-4532-8638-dfb05a300e88
- Virtual International Authority File: 49145602413301361420